# Lehesten (Hirschberg)
Lehesten ist ein Ortsteil von Göritz, einem Ortsteil der Stadt Hirschberg im Saale-Orla-Kreis in Thüringen.

## Geografie und Geologie
Direkt neben der Bundesautobahn 9 und etwa 500 m südlich vom Ortsteil Göritz der Stadt Hirschberg (Saale) liegt der Weiler Lehesten in einem kupierten Gelände des auslaufenden Südostthüringer Schiefergebirges. Zwischen Göritz und dem Weiler sowie in Richtung Sparnberg befindet sich Wald. Die Ansiedlungen waren immer im Einflussbereich der störenden Grenzmaßnahmen nach dem Zweiten Weltkrieg bis zur Wiedervereinigung beider deutscher Staaten.

## Geschichte
Lehesten nordwestlich von Hirschberg soll 1576 urkundlich erstmals erwähnt worden sein. Der Weiler gehört zu Göritz und ist mit Göritz in Hirschberg (Saale) eingemeindet worden.
Probleme bereitete den Bürgern damals der Kontrollpunkt am Grenzübergang der Autobahn 9 in die BRD, weil er in unmittelbarer Nähe des Weilers eingerichtet wurde.
Nach der Wende ist diese ehemalige Kontrollstelle für Fahrer und Reisende eine Raststätte geworden. Dort finden die in der Nähe wohnenden Bürger Arbeit und Einkaufsmöglichkeiten.